# Parmotrema crinitoides
Parmotrema crinitoides är en lavart som beskrevs av C. J. Wei. Parmotrema crinitoides ingår i släktet Parmotrema och familjen Parmeliaceae.   Inga underarter finns listade i Catalogue of Life.